# 两基
两基是中华人民共和国对基本普及九年义务教育和基本扫除青壮年文盲的简称。
2000年，中国政府宣布中国85%以上人口和地区已经实现了普及九年义务教育和基本扫除青壮年文盲的目标。
2003年12月30日，《国家西部地区“两基”攻坚计划（2004-2007年）》审议通过。2004年2月，国家西部地区“两基”攻坚计划开始正式实施。2007年，西部地区尚有410个县（含兵团）未实现"两基"。